# Список космических телескопов

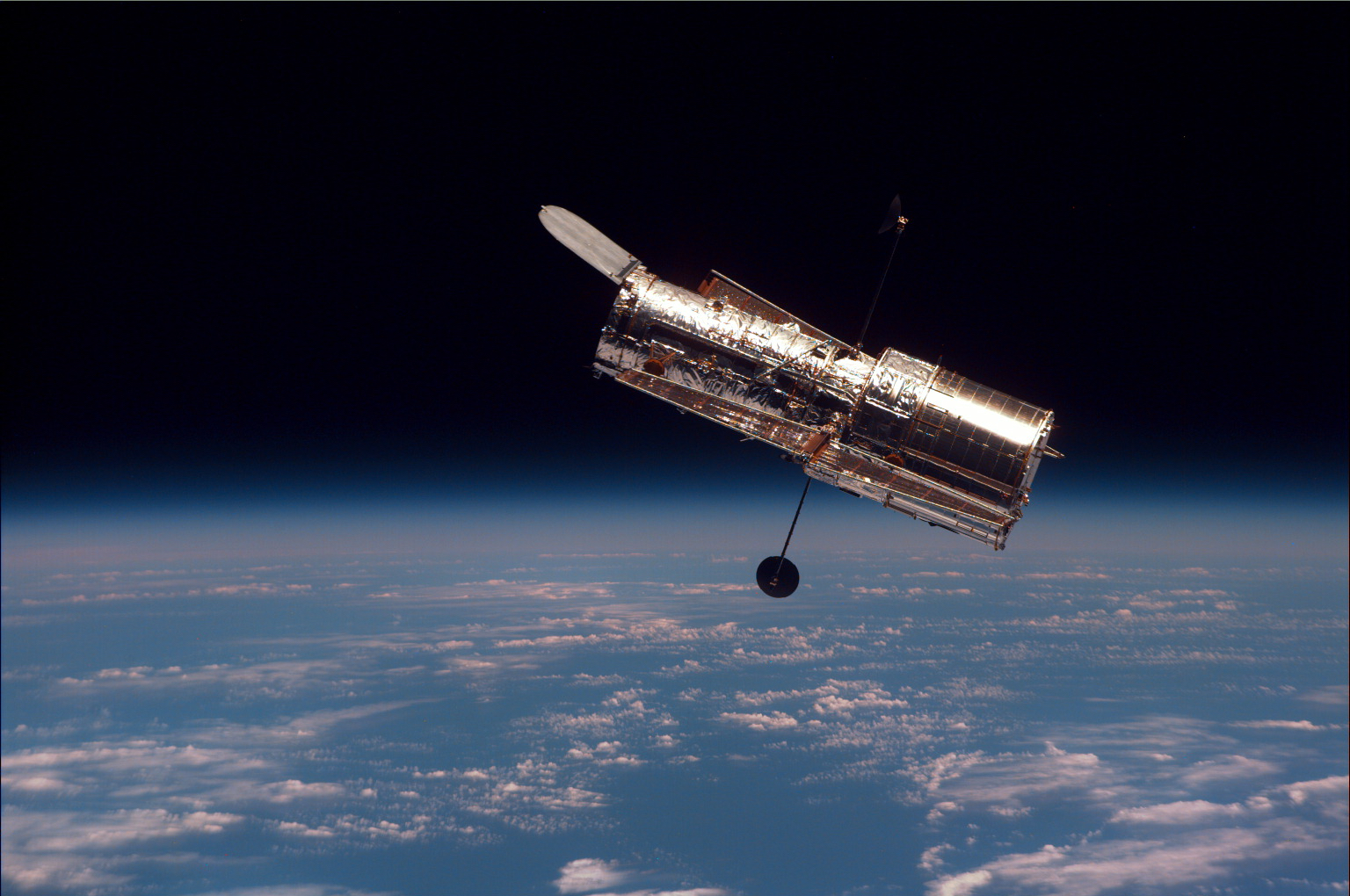
Телескоп «Хаббл» на орбите

Этот список космических телескопов (астрономических обсерваторий в космосе), сгруппированный по основным диапазонам частот: Гамма-излучение, Рентгеновское излучение, Ультрафиолетовое излучение, Видимое излучение, Инфракрасное излучение, Микроволновое излучение и Радиоизлучение. Телескопы, работающие в различных частотных диапазонах, включены во всех соответствующих разделах. Космические телескопы, которые собирают частицы, такие как ядра атомов или электроны, а также инструменты, направленные на обнаружение гравитационных волн, тоже перечислены. Миссии, работающие в пределах нашей Солнечной системы, включая Землю, другие планеты в нашей системе и наше Солнце, не включены;
Два значения предназначены для высоты орбиты. Для телескопов на околоземной орбите, высота задается в километрах; для телескопов на солнечной орбите, высота задается в астрономических единиц (а. е.). Два значения, соответственно, минимальное расстояние (перицентра) и максимальное расстояние (апоцентра) между телескопом и центр масс тел его орбиты.

## Гамма-излучение
Гамма-телескопы собирают и измеряют высокоэнергическое гамма-излучение от астрофизических источников. Оно поглощается атмосферой, поэтому, чтобы вести наблюдения требуются высотные аэростаты или космические полёты. Гамма-лучи излучаются сверхновыми, нейтронными звёздами, пульсарами и чёрными дырами. Гамма-всплески, с очень высокими энергиями, были также обнаружены, но до сих пор не изучены .

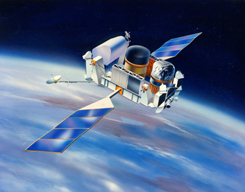
Иллюстрация Compton Gamma Ray Observatory
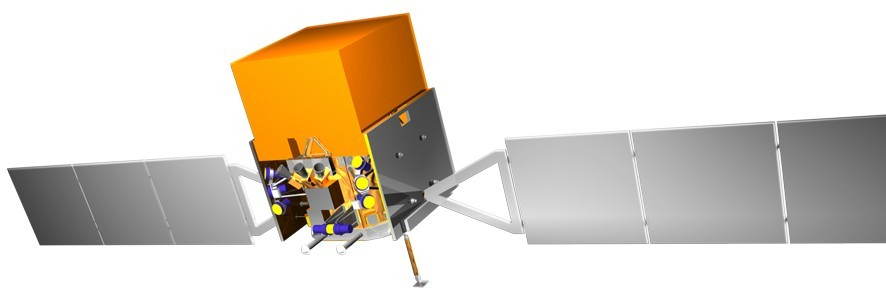
Рисунок Fermi Gamma-ray Space Telescope
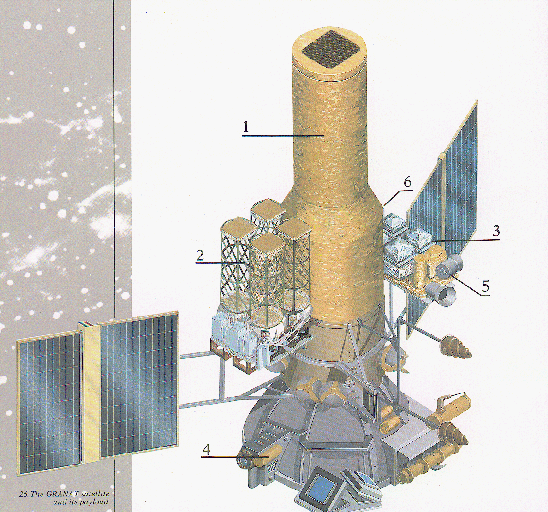
Иллюстрация Granat

| Имя                                                        | Космическое агентство | Запуск телескопа | Окончание работы | Орбита                                | Источники            |
| ---------------------------------------------------------- | --------------------- | ---------------- | ---------------- | ------------------------------------- | -------------------- |
| 3rd High Energy Astronomy Observatory (HEAO 3)             | NASA                  | 20 сентябрь 1979 | 29 май 1981      | Околоземная орбита (486.4-504.9 км)   | [ 1 ] [ 2 ] [ 3 ]    |
| Astrorivelatore Gamma ad Immagini LEggero (AGILE)          | ISA                   | 23 Апреля 2007   | —                | Околоземная орбита (524—553 км)       | [ 4 ] [ 5 ]          |
| Compton Gamma Ray Observatory (CGRO)                       | NASA                  | 5 Апреля 1991    | 4 Июня 2000      | Околоземная орбита (362—457 км)       | [ 6 ] [ 7 ] [ 8 ]    |
| Cos-B                                                      | ESA                   | 9 Августа 1975   | 25 Апреля 1982   | Околоземная орбита (339.6-99,876 км)  | [ 9 ] [ 10 ] [ 11 ]  |
| Gamma                                                      | USSR, CNES, RSA       | 1 Июля 1990      | 1992             | Околоземная орбита (375 км)           | [ 12 ]               |
| Fermi Gamma-ray Space Telescope                            | NASA                  | 11 Июня 2008     | —                | Околоземная орбита (555 км)           | [ 13 ]               |
| Granat                                                     | CNRS & IKI            | 1 Декабря 1989   | 25 Мая 1999      | Околоземная орбита (2,000-200,000 км) | [ 14 ] [ 15 ] [ 16 ] |
| High Energy Transient Explorer 2 (HETE 2)                  | NASA                  | 9 Октября 2000   | —                | Околоземная орбита (590—650 км)       | [ 17 ] [ 18 ] [ 19 ] |
| International Gamma Ray Astrophysics Laboratory (INTEGRAL) | ESA                   | 17 Октября 2002  | —                | Околоземная орбита (639—153,000 км)   | [ 20 ] [ 21 ]        |
| Low Energy Gamma Ray Imager (LEGRI)                        | INTA                  | 19 Мая 1997      | 2002             | Околоземная орбита (600 км)           | [ 22 ] [ 23 ]        |
| Second Small Astronomy Satellite (SAS 2)                   | NASA                  | 15 Ноября 1972   | 8 Июня 1973      | Околоземная орбита (443—632 км)       | [ 24 ] [ 25 ]        |
| Swift Gamma Ray Burst Explorer                             | NASA                  | 20 Ноября 2004   | —                | Околоземная орбита (585—604 км)       | [ 26 ] [ 27 ]        |

## Рентгеновское излучение
Рентгеновские телескопы воспринимают поток фотонов высоких энергий, именуемый рентгеновским излучением. Оно сильно поглощается атмосферой, а это означает, может наблюдаться только высоко в атмосфере или в космосе. Несколько типов астрофизических объектов испускают рентгеновские лучи: Скопление галактик, чёрные дыры, Активные ядра галактик, остатки сверхновых, звёзды, звёзды в паре с белым карликом (катастрофические переменные звёзды), нейтронной звездой или чёрной дырой (рентгеновские двойные). Некоторые объекты Солнечной системы испускают рентгеновские лучи, в том числе и Луна, хотя большая часть рентгеновского излучения Луны возникает от отражённого солнечного рентгеновского излучения.

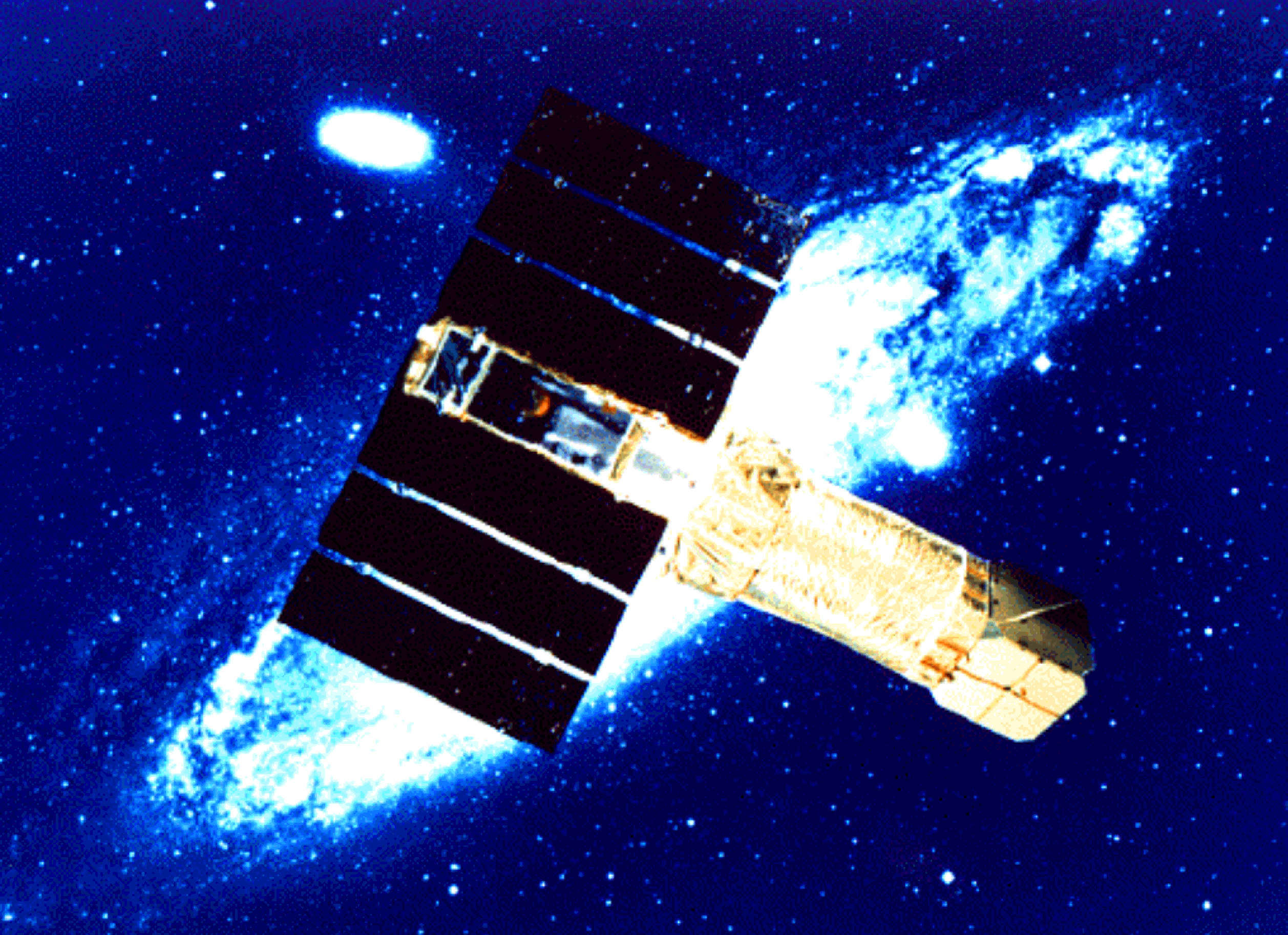
Advanced Satellite for Cosmology and Astrophysics
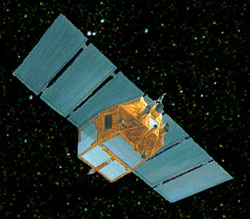
BeppoSAX
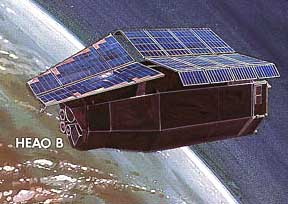
Einstein Observatory (HEAO 2)

| Имя                                                        | Космическое агентство | Дата запуска     | Окончание работы | Параметры орбиты                                           | Источники            |
| ---------------------------------------------------------- | --------------------- | ---------------- | ---------------- | ---------------------------------------------------------- | -------------------- |
| 1st High Energy Astronomy Observatory (HEAO 1)             | NASA                  | 12 Августа 1977  | 9 Января 1979    | Околоземная орбита (445 Км)                                | [ 28 ] [ 29 ] [ 30 ] |
| 3rd High Energy Astronomy Observatory (HEAO 3)             | NASA                  | 20 Сентября 1979 | 29 Мая 1981      | Околоземная орбита (486.4-504.9 Км)                        | [ 1 ] [ 2 ] [ 2 ]    |
| A Broadband Imaging X-ray All-sky Survey (ABRIXAS)         | DLR                   | 28 Апреля 1999   | 1 Июля 1999      | Околоземная орбита (549—598 Км)                            | [ 31 ] [ 32 ] [ 33 ] |
| Advanced Satellite for Cosmology and Astrophysics (ASCA)   | NASA & ISAS           | 20 Февраля 1993  | 2 Марта 2001     | Околоземная орбита (523.6-615.3 Км)                        | [ 34 ] [ 35 ]        |
| AGILE                                                      | ASI                   | 23 Апреля 2007   | —                | Околоземная орбита (524—553 Км)                            | [ 4 ] [ 5 ]          |
| Ariel V                                                    | SRC & NASA            | 15 Октября 1974  | 14 Марта 1980    | Околоземная орбита (520 Км)                                | [ 36 ] [ 37 ]        |
| Array of Low Energy X-ray Imaging Sensors (Alexis)         | LANL                  | 25 Апреля 1993   | 2005             | Околоземная орбита (749—844 Км)                            | [ 38 ] [ 39 ] [ 40 ] |
| Aryabhata                                                  | ISRO                  | 19 Апреля 1975   | 23 Апреля 1975   | Околоземная орбита (563—619 Км)                            | [ 41 ]               |
| Astron                                                     | IKI                   | 23 Марта 1983    | Июнь 1989        | Околоземная орбита (2,000—200,000 Км)                      | [ 42 ] [ 43 ] [ 44 ] |
| Astronomical Netherlands Satellite (ANS)                   | SRON                  | 30 Августа 1974  | Июнь 1976        | Околоземная орбита (266—1176 Км)                           | [ 45 ] [ 46 ]        |
| Astrosat                                                   | ISRO                  | 2011             | —                | Околоземная орбита (650 Км)                                | [ 47 ] [ 48 ]        |
| BeppoSAX                                                   | ASI                   | 30 Апреля 1996   | 30 Апреля 2002   | Околоземная орбита (575—594 Км)                            | [ 49 ] [ 50 ] [ 51 ] |
| Broad Band X-ray Telescope / Astro 1                       | NASA                  | 2 Декабря 1990   | 11 Декабря 1990  | Околоземная орбита (500 Км)                                | [ 52 ] [ 53 ]        |
| Chandra X-ray Observatory                                  | NASA                  | 23 Июля 1999     | —                | Околоземная орбита (9,942-140,000 Км)                      | [ 54 ] [ 55 ]        |
| Cos-B                                                      | ESA                   | 9 Августа 1975   | 25 Апреля 1982   | Околоземная орбита (339.6-99,876 Км)                       | [ 9 ] [ 10 ] [ 56 ]  |
| Cosmic Radiation Satellite (CORSA)                         | ISAS                  | 6 Февраля 1976   | 6 Февраля 1976   | Failed launch                                              | [ 57 ] [ 58 ]        |
| Dark Universe Observatory                                  | NASA                  | TBA              | —                | Околоземная орбита (600 Км)                                | [ 59 ] [ 60 ]        |
| Einstein Observatory (HEAO-2)                              | NASA                  | 13 Ноября 1978   | 26 Апреля 1981   | Околоземная орбита (465—476 Км)                            | [ 61 ] [ 62 ]        |
| EXOSAT                                                     | ESA                   | 26 Мая 1983      | 8 Апреля 1986    | Околоземная орбита (347—191,709 Км)                        | [ 63 ] [ 64 ] [ 65 ] |
| Ginga (Astro-C)                                            | ISAS                  | 5 Февраля 1987   | 1 Ноября 1991    | Околоземная орбита (517—708 Км)                            | [ 66 ] [ 67 ] [ 68 ] |
| Granat                                                     | CNRS & IKI            | 1 Декабря 1989   | 25 Мая 1999      | Околоземная орбита (2,000-200,000 Км)                      | [ 14 ] [ 15 ] [ 16 ] |
| Hakucho                                                    | ISAS                  | 21 Февраля 1979  | 16 Апреля 1985   | Околоземная орбита (421—433 Км)                            | [ 69 ] [ 70 ] [ 71 ] |
| High Energy Transient Explorer 2 (HETE 2)                  | NASA                  | 9 Октября 2000   | —                | Околоземная орбита (590—650 Км)                            | [ 17 ] [ 18 ] [ 72 ] |
| International Gamma Ray Astrophysics Laboratory (INTEGRAL) | ESA                   | 17 Октября 2002  | —                | Околоземная орбита (639—153,000 Км)                        | [ 20 ] [ 21 ]        |
| International X-ray Observatory                            | NASA                  | TBA              | —                | —                                                          | [ 73 ]               |
| Nuclear Spectroscopic Telescope Array (NuSTAR)             | NASA                  | 3 Февраля 2012   | —                | Околоземная орбита (525 Км)                                | [ 74 ] [ 75 ]        |
| ROSAT                                                      | NASA & DLR            | 1 Июня 1990      | 12 Февраля 1999  | Околоземная орбита (580 Км)                                | [ 76 ] [ 77 ] [ 78 ] |
| Rossi X-ray Timing Explorer                                | NASA                  | 30 Декабря 1995  | 5 Января 2012    | Околоземная орбита (409 Км)                                | [ 79 ] [ 80 ]        |
| Suzaku (ASTRO-E2)                                          | JAXA & NASA           | 10 Июля 2005     | —                | Околоземная орбита (550 Км)                                | [ 81 ] [ 82 ]        |
| Swift Gamma Ray Burst Explorer                             | NASA                  | 20 Ноября 2004   | —                | Околоземная орбита (585—604 Км)                            | [ 26 ] [ 27 ]        |
| Tenma                                                      | ISAS                  | 20 Февраля 1983  | 19 Января 1989   | Околоземная орбита (489—503 Км)                            | [ 83 ] [ 84 ] [ 85 ] |
| Third Small Astronomy Satellite (SAS-C)                    | NASA                  | 7 Мая 1975       | Апрель 1979      | Околоземная орбита (509—516 Км)                            | [ 86 ] [ 87 ] [ 88 ] |
| Uhuru                                                      | NASA                  | 12 Декабря 1970  | Март 1973        | Околоземная орбита (531—572 Км)                            | [ 89 ] [ 90 ] [ 91 ] |
| X-Ray Evolving Universe Spectroscopy Mission (XEUS)        | ESA                   | 2018             | —                | —                                                          | [ 92 ]               |
| XMM-Newton                                                 | ESA                   | 10 Декабря 1999  | —                | Околоземная орбита (7,365-114,000 Км)                      | [ 93 ] [ 94 ]        |
| Spektr-RG                                                  | IKI & DLR             | 13 июля 2019     | —                | ГСО в точки либрации L2 системы Солнце-Земля (1,500,000Км) | [ 95 ]               |

## Ультрафиолетовое излучение
Ультрафиолетовые телескопы изучают небо в ультрафиолетовом диапазоне длин волн, то есть примерно между 10 и 320 нм. Свет на этих длинах волн поглощается атмосферой Земли, поэтому наблюдения на этих длинах волн могут быть выполнены из верхних слоев атмосферы или из космоса Объекты излучающие ультрафиолетовое излучения включают Солнце, другие звёзды и галактики.

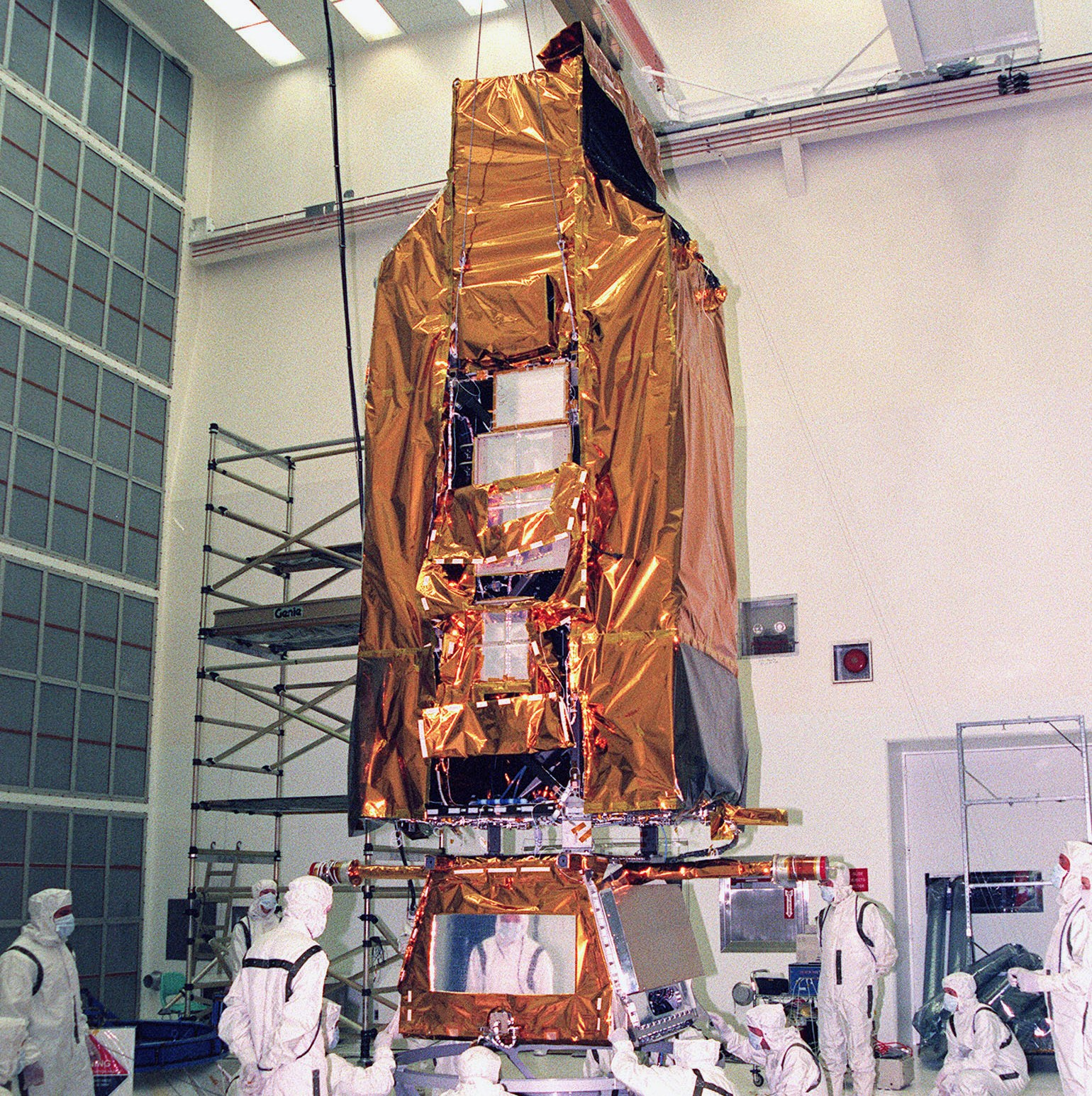
Far Ultraviolet Spectroscopic Explorer
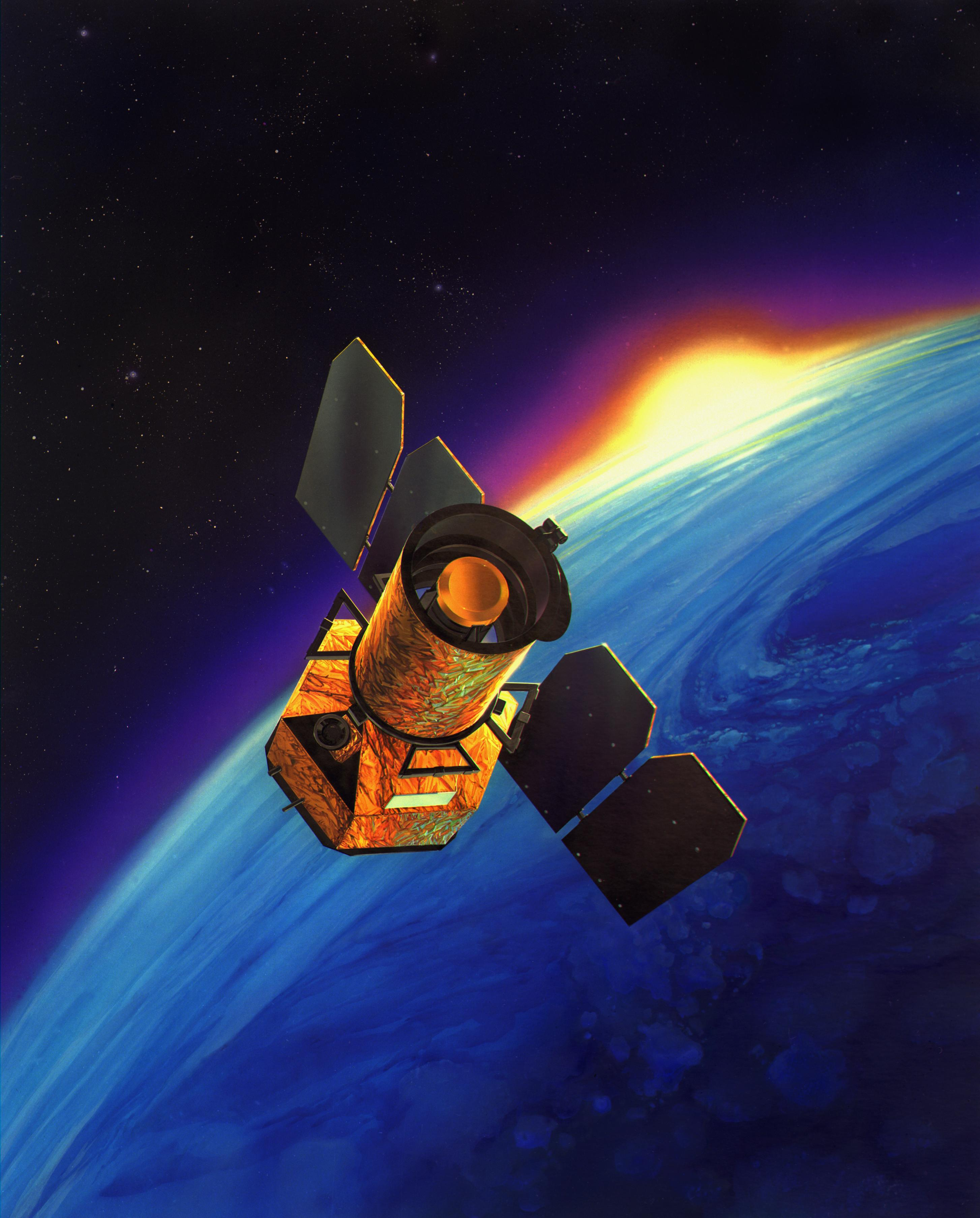
GALEX
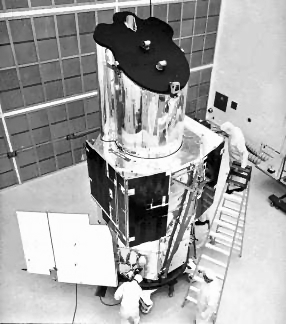
Copernicus Observatory в чистой комнате.

| Имя                                                                         | Космическое агентство             | Дата запуска     | Окончание работы | Параметры орбиты                      | Источники            |
| --------------------------------------------------------------------------- | --------------------------------- | ---------------- | ---------------- | ------------------------------------- | -------------------- |
| Astro 2                                                                     | NASA                              | 2 Марта 1993     | 18 Марта 1993    | Околоземная орбита (349—363 Км)       | [ 98 ] [ 99 ]        |
| Astron                                                                      | IKI                               | 23 Марта 1983    | Июнь 1989        | Околоземная орбита (2,000-200,000 Км) | [ 42 ] [ 43 ] [ 44 ] |
| Astronomical Netherlands Satellite (ANS)                                    | SRON                              | 30 Августа 1974  | Июнь 1976        | Околоземная орбита (266—1176 Км)      | [ 45 ] [ 46 ]        |
| Astrosat                                                                    | ISRO                              | 28 сентября 2015 | —                | Околоземная орбита (650 Км)           | [ 48 ] [ 100 ]       |
| Broad Band X-ray Telescope / Astro 1                                        | NASA                              | 2 Декабря 1990   | 11 Декабря 1990  | Околоземная орбита (500 Км)           | [ 52 ] [ 53 ]        |
| Copernicus Observatory                                                      | NASA                              | 21 Августа 1972  | 1980             | Околоземная орбита (713—724 Км)       | [ 101 ]              |
| Cosmic Hot Interstellar Spectrometer (CHIPS)                                | NASA                              | 13 Января 2003   | 11 апреля 2008   | Околоземная орбита (578—594 Км)       | [ 102 ] [ 103 ]      |
| Extreme Ultraviolet Explorer (EUVE)                                         | NASA                              | 7 Июня 1992      | 31 Января 2001   | Околоземная орбита (515—527 Км)       | [ 104 ] [ 105 ]      |
| Far Ultraviolet Spectroscopic Explorer (FUSE)                               | NASA & CNES & CSA                 | 24 Июня 1999     | 12 Июля 2007     | Околоземная орбита (752—767 Км)       | [ 106 ] [ 107 ]      |
| Galaxy Evolution Explorer (GALEX)                                           | NASA                              | 28 Апреля 2003   | 28 июня 2013     | Околоземная орбита (691—697 Км)       | [ 108 ] [ 109 ]      |
| Hubble Space Telescope                                                      | NASA & ESA                        | 24 Апреля 1990   | —                | Околоземная орбита (586.47-610.44 Км) | [ 110 ]              |
| International Ultraviolet Explorer (IUE)                                    | ESA & NASA & SERC                 | 26 Января 1978   | 30 Сентября 1996 | Околоземная орбита (32,050-52,254 Км) | [ 111 ] [ 112 ]      |
| Korea Advanced Institute of Science and Technology Satellite 4 (Kaistsat 4) | KARI                              | 27 Сентября 2003 | —                | Околоземная орбита (675—695 Км)       | [ 113 ] [ 114 ]      |
| OAO-2                                                                       | NASA                              | 7 Декабря 1968   | Январь 1973      | Околоземная орбита (749—758 Км)       | [ 101 ] [ 115 ]      |
| Swift Gamma Ray Burst Explorer                                              | NASA                              | 20 Ноября 2004   | —                | Околоземная орбита (585—604 Км)       | [ 26 ] [ 27 ]        |
| Tel Aviv University Ultraviolet Explorer (TAUVEX)                           | Израильское космическое агентство | TBA              | —                | —                                     | [ 116 ]              |

## Видимое излучение
Самая старая форма астрономии, оптическая или видимого света астрономия простирается примерно от 400 до 700 нм. Позиционирование оптического телескопа в космосе означает, что телескоп не видит атмосферных помех, обеспечивая получение более высокого разрешения. Оптические телескопы используются для наблюдения звезд, галактик, планетарных туманностей и протопланетных дисков, среди многих других вещей.

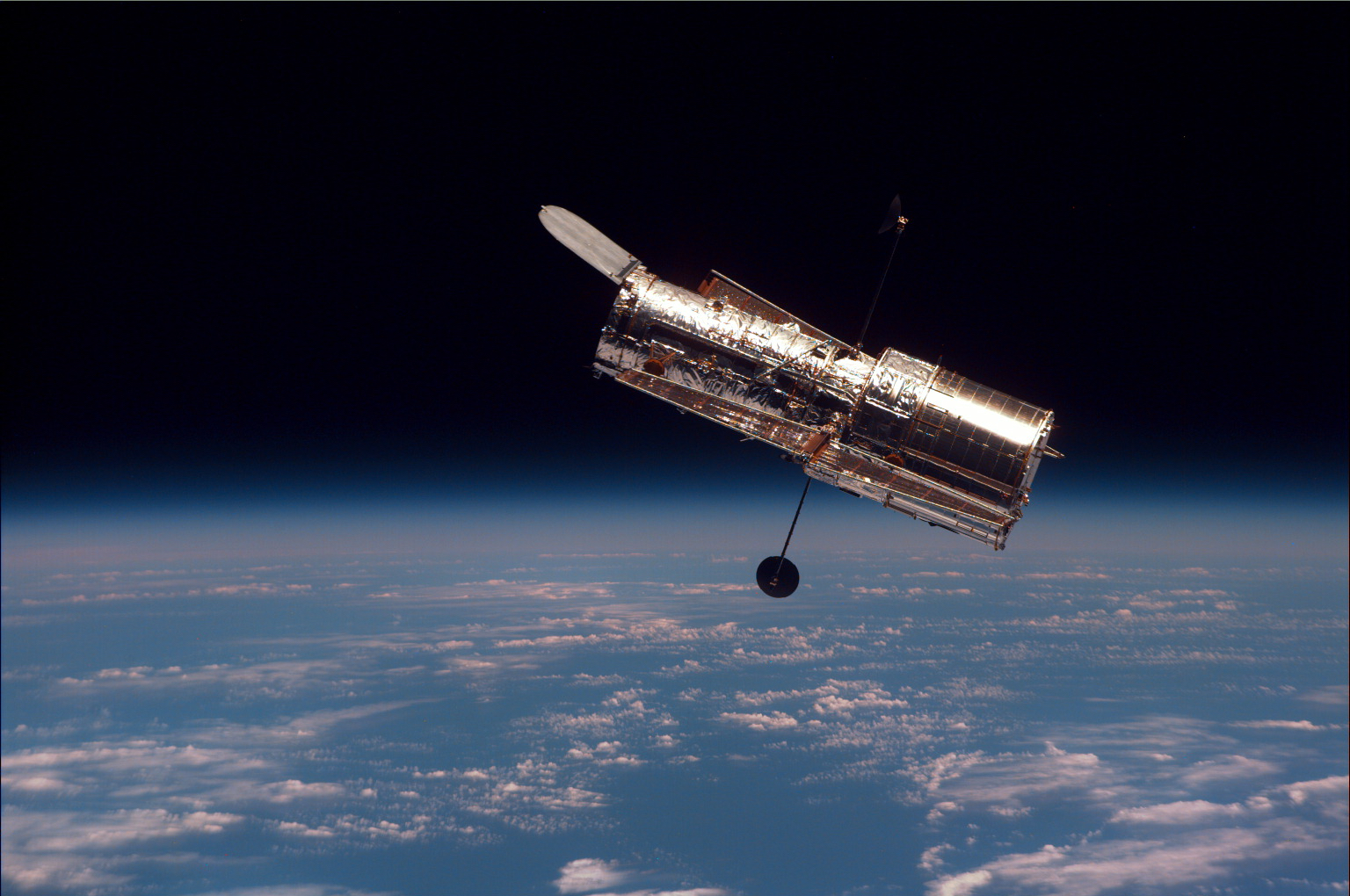
Hubble
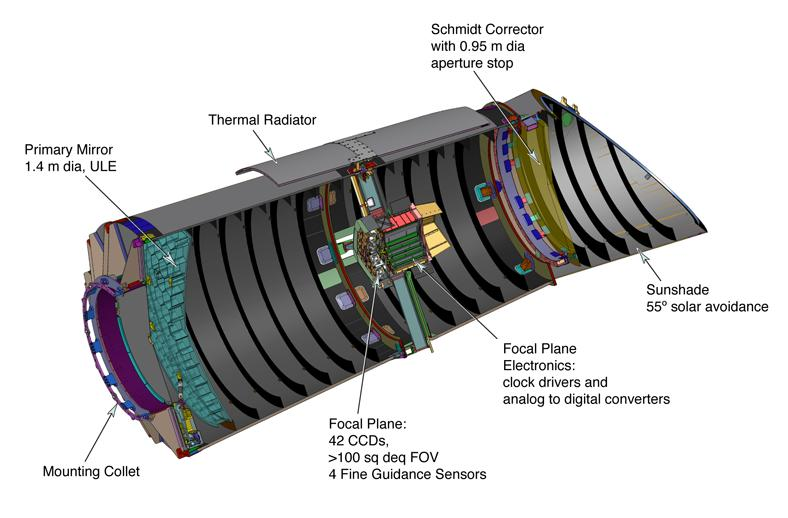
Концепт Kepler

| Имя                                                | Космическое агентство             | Дата запуска    | Окончание работы | Параметры орбиты                      | Источники               |
| -------------------------------------------------- | --------------------------------- | --------------- | ---------------- | ------------------------------------- | ----------------------- |
| Advanced Technology Large Aperture Space Telescope | Space Telescope Science Institute | 2025            | —                | Sun-Earth L2Точка лангранжа           | [ 119 ]                 |
| Astrosat                                           | ISRO                              | 2011            | —                | Околоземная орбита (650 Км)           | [ 47 ] [ 48 ]           |
| COROT                                              | CNES & ESA                        | 27 Декабря 2006 | —                | Околоземная орбита (872—884 Км)       | [ 120 ] [ 121 ]         |
| Dark Energy Space Telescope                        | NASA & DOE                        | TBA             | —                | —                                     | [ 122 ]                 |
| Gaia                                               | ESA                               | 2012            | —                | Sun-Earth L2Точка лангранжа           | [ 123 ]                 |
| Hipparcos                                          | ESA                               | 8 Августа 1989  | Март 1993        | Околоземная орбита (223-35,632 Км)    | [ 124 ] [ 125 ] [ 126 ] |
| Hubble                                             | NASA                              | 24 Апреля 1990  | —                | Околоземная орбита (586.47-610.44 Км) | [ 110 ]                 |
| Kepler                                             | NASA                              | 6 Марта 2009    | —                | Earth-trailing heliocentric orbit     | [ 127 ] [ 128 ] [ 129 ] |
| MOST                                               | CSA                               | 30 Июня 2003    | —                | Околоземная орбита (819—832 Км)       | [ 130 ] [ 131 ]         |
| Swift Gamma Ray Burst Explorer                     | NASA                              | 20 Ноября 2004  | —                | Околоземная орбита (585—604 Км)       | [ 26 ] [ 27 ]           |
| Terrestrial Planet Finder                          | NASA                              | TBA             | —                | —                                     | [ 132 ]                 |

## Инфракрасное излучение
Инфракрасный свет имеет меньшую энергию, чем видимый свет, следовательно, испускают его более холодные объекты. Таким образом, можно рассматривать в инфракрасном свете: холодные звезды (в том числе коричневые карлики), туманности, и очень далекие галактики

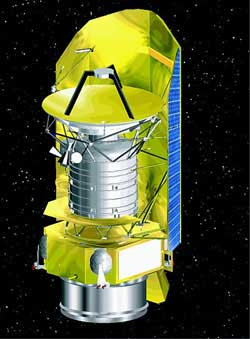
Herschel
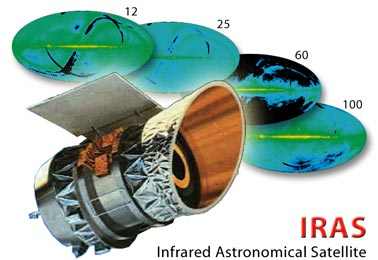
IRAS
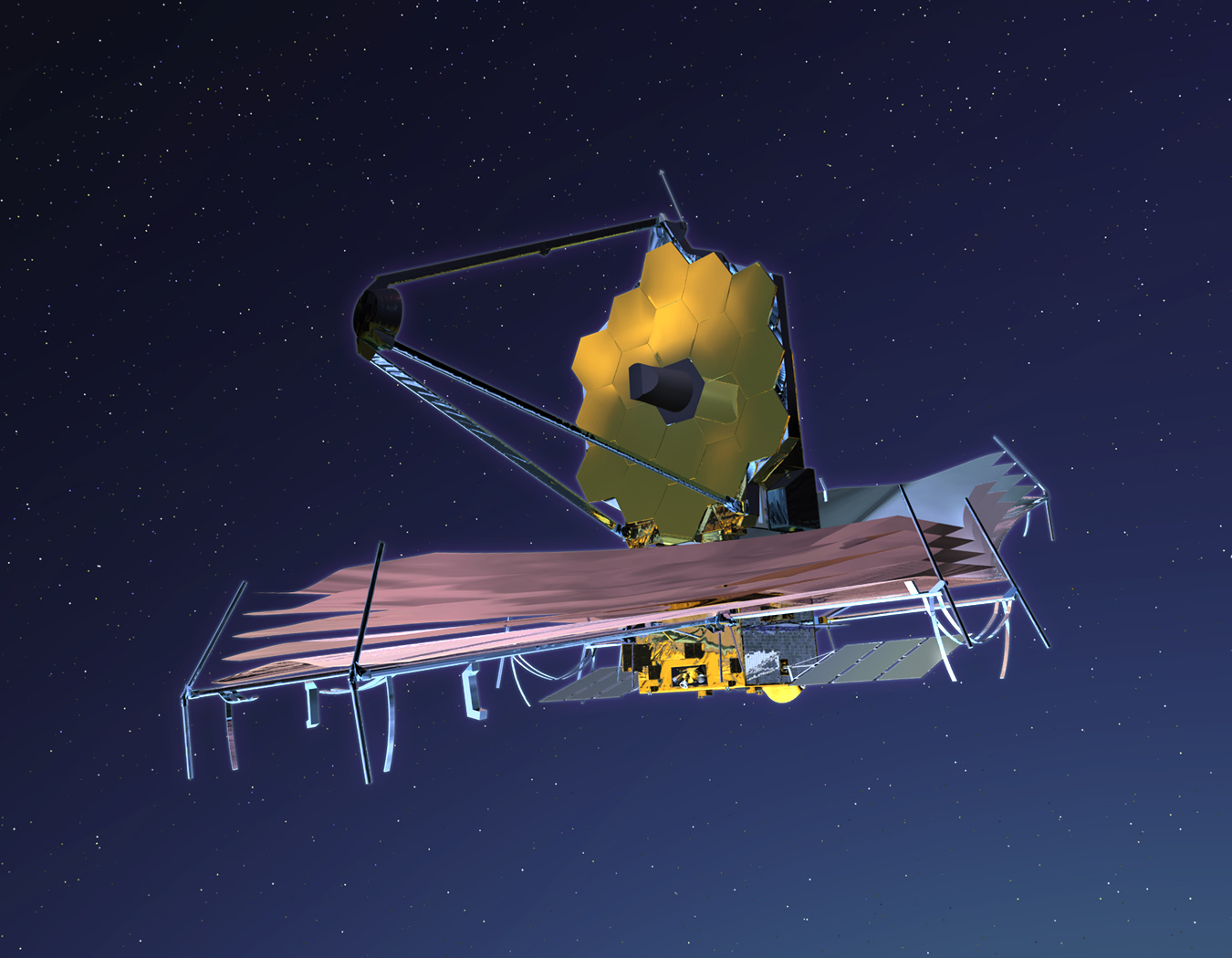
James Webb

| Имя                                           | Космическое агентство | Дата запуска     | Окончание работы | Параметры орбиты                      | Источники               |
| --------------------------------------------- | --------------------- | ---------------- | ---------------- | ------------------------------------- | ----------------------- |
| AKARI                                         | JAXA                  | 21 Февраля, 2006 | —                | Околоземная орбита (586.47-610.44 Км) | [ 134 ] [ 135 ]         |
| Darwin Mission                                | ESA                   | 2015             | —                | Sun-Earth L2Точка лангранжа           | [ 136 ]                 |
| Euclid                                        | ESA                   | 1 июля 2023      | —                | Sun-Earth L2Точка лангранжа           |                         |
| Herschel Space Observatory                    | ESA & NASA            | 14 Мая 2009      | —                | Sun-Earth L2Точка лангранжа           | [ 138 ] [ 139 ] [ 140 ] |
| IRAS                                          | NASA                  | 25 Января 1983   | 21 Ноября 1983   | Околоземная орбита (889—903 Км)       | [ 141 ] [ 142 ]         |
| Infrared Space Observatory (ISO)              | ESA                   | 17 Ноября 1995   | 16 Мая 1998      | Околоземная орбита (1000-70500 Км)    | [ 143 ] [ 144 ] [ 145 ] |
| Infrared Telescope in Space                   | ISAS & NASDA          | 18 Марта 1995    | 25 Апреля 1995   | Околоземная орбита (486 Км)           | [ 146 ] [ 147 ]         |
| James Webb Space Telescope                    | NASA                  | 25 декабря 2021  | —                | Sun-Earth L2Точка лангранжа           | [ 148 ]                 |
| Midcourse Space Experiment (MSX)              | USN                   | 24 Апреля 1996   | 26 Февраля 1997  | Околоземная орбита (900 Км)           | [ 149 ]                 |
| Spitzer Space Telescope                       | NASA                  | 25 Августа 2003  | —                | Solar orbit (0.98-1.02 AU)            | [ 150 ] [ 151 ]         |
| Submillimeter Wave Astronomy Satellite (SWAS) | NASA                  | 6 Декабря 1998   | —                | Околоземная орбита (638—651 Км)       | [ 152 ] [ 153 ]         |
| Terrestrial Planet Finder                     | NASA                  | TBA              | —                | —                                     | [ 132 ]                 |
| Wide Field Infrared Explorer (WIRE)           | NASA                  | 5 Марта 1999     | —                | —                                     | [ 154 ]                 |
| Wide-field Infrared Survey Explorer (WISE)    | NASA                  | 14 Декабря 2009  | —                | Околоземная орбита (500 Км)           | [ 155 ] [ 156 ] [ 157 ] |
| Wide Field Infrared Survey Telescope (WFIST)  | NASA & DOE            | 2020             | —                | Sun-Earth L2Точка лангранжа           | [ 158 ] [ 159 ]         |

## Микроволновое излучение
На сверхвысоких частотах фотонов достаточно, но они имеют очень низкую энергию, поэтому они должны быть сильно сконцентрированы. На этих частотах может быть измерен космический микроволновый фон, эффект Сюняева-Зельдовича, а также синхротронное и тормозное излучение от нашей собственной галактики.

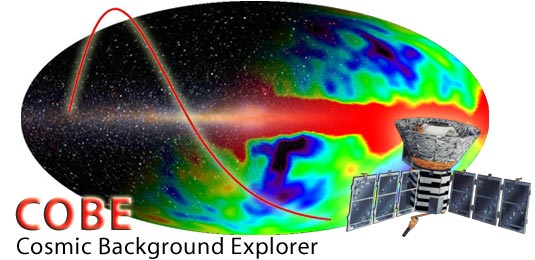
Cosmic Background Explorer (COBE)
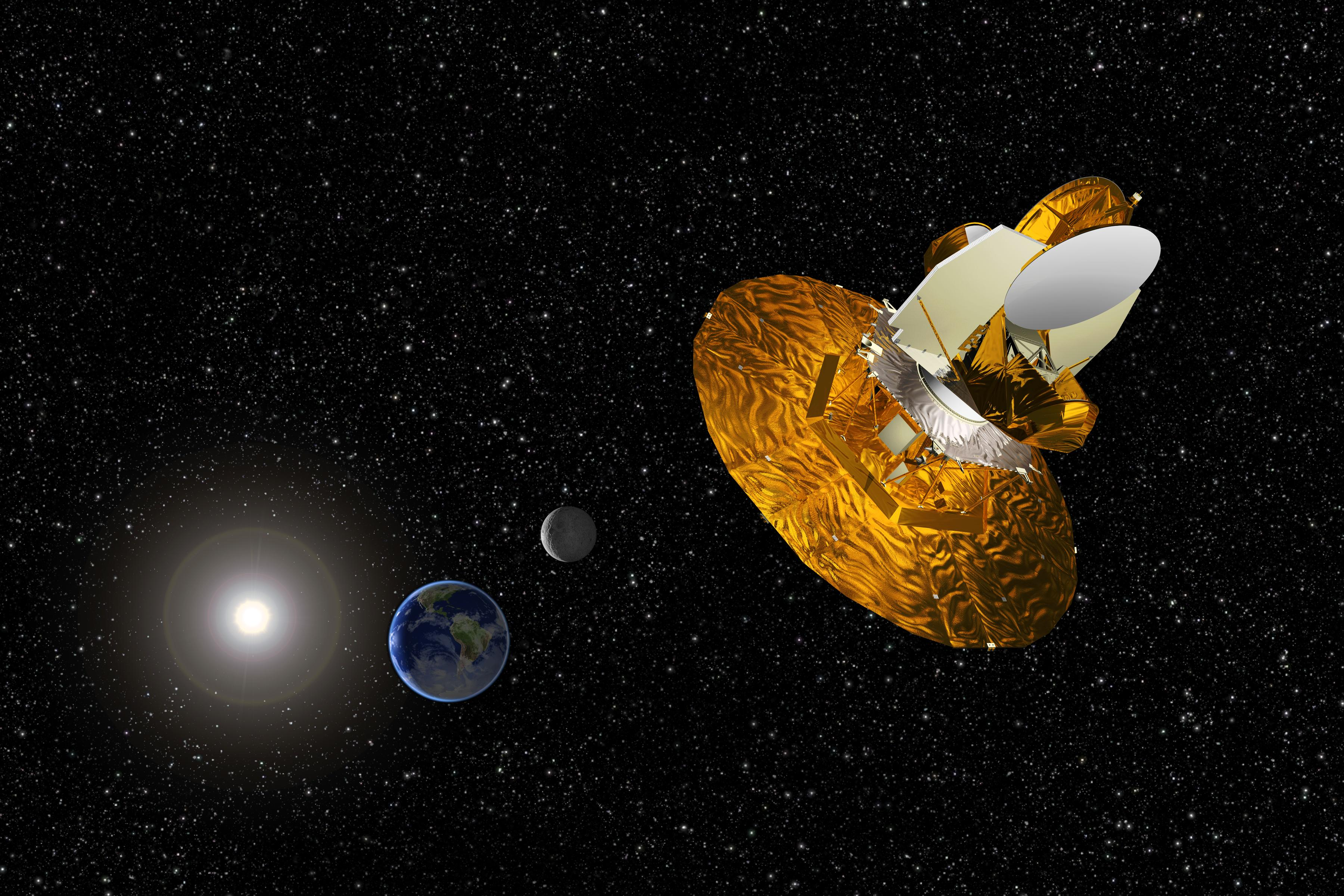
WMAP

| Имя                               | Космическое агентство           | Дата запуска    | Окончание работы | Параметры орбиты            | Источники               |
| --------------------------------- | ------------------------------- | --------------- | ---------------- | --------------------------- | ----------------------- |
| Cosmic Background Explorer (COBE) | NASA                            | 18 Ноября 1989  | 23 Декабря 1993  | Околоземная орбита (900 Км) | [ 160 ] [ 161 ]         |
| Odin                              | Шведская космическая корпорация | 20 Февраля 2001 | —                | Околоземная орбита (622 Км) | [ 162 ] [ 163 ]         |
| Planck                            | ESA                             | 14 Мая 2009     | —                | Sun-Earth L2Точка лангранжа | [ 164 ] [ 165 ] [ 166 ] |
| WMAP                              | NASA                            | 30 Июня 2001    | —                | Sun-Earth L2Точка лангранжа | [ 167 ]                 |

## Радиоизлучение
Так как атмосфера прозрачна для радиоволн, радиотелескопы в космосе наиболее полезны для интерферометрии со сверхдлинной базой. Проведение одновременных наблюдений источника как со спутниковых, так и с наземных телескопов путём сопоставления их сигналов дает возможность для имитации радиотелескопа размером с расстояние между двумя телескопами. Наблюдают остатки сверхновой, мазеры, гравитационное линзирование, звездообразования в галактиках и многое другое.
| Имя                                                                          | Космическое агентство | Дата запуска    | Окончание работы | Параметры орбиты                       | Источники               |
| ---------------------------------------------------------------------------- | --------------------- | --------------- | ---------------- | -------------------------------------- | ----------------------- |
| Highly Advanced Laboratory for Communications and Astronomy (HALCA, or VSOP) | ISAS                  | 12 Февраля 1997 | 30 Ноября 2005   | Околоземная орбита (560-21,400 Км)     | [ 168 ] [ 169 ] [ 170 ] |
| РадиоАстрон                                                                  | АКЦ ФИАН              | 18 июля 2011    | —                | Околоземная орбита (10,000-340,000 Км) | [ 171 ] [ 172 ] [ 173 ] |
| VSOP-2                                                                       | JAXA                  | 2012            | —                | —                                      | [ 174 ]                 |

## Детекторы частиц
Космические аппараты и космические модули для регистрации частиц наблюдают за космическими лучами и электронами, испускаемыми Солнцем (Солнечные космические лучи), нашей Галактикой (галактические космические лучи) и внегалактическими источниками. Также наблюдаются потоки космических лучей ультра-высоких энергий из активных галактических ядер.
| Имя                                                                              | Космическое агентство      | Дата запуска     | Окончание работы | Параметры орбиты                    | Источники         |
| -------------------------------------------------------------------------------- | -------------------------- | ---------------- | ---------------- | ----------------------------------- | ----------------- |
| 3rd High Energy Astrophysics Observatory (HEAO 3)                                | NASA                       | 20 Сентября 1979 | 29 Мая 1981      | Околоземная орбита (486.4-504.9 Км) | [ 1 ] [ 2 ] [ 2 ] |
| Alpha Magnetic Spectrometer 01 (AMS-01)                                          | NASA                       | 2 Июня 1998      | 12 Июня 1998     | Околоземная орбита (296 Км)         | [ 175 ]           |
| Alpha Magnetic Spectrometer 02 (AMS-02)                                          | NASA                       | 26 Feb 2011      | —                | Околоземная орбита (353 Км)         | [ 176 ]           |
| Astromag Free-Flyer                                                              | NASA                       | 1 Января 2005    | —                | Околоземная орбита (500 Км)         | [ 177 ] [ 178 ]   |
| Payload for Antimatter Matter Exploration and Light-nuclei Astrophysics (PAMELA) | ISA, INFN, RSA, DLR & SNSB | 15 Мая 2006      | —                | Околоземная орбита (350—610 Км)     | [ 179 ] [ 180 ]   |

## Гравитационные волны
Этот новый тип телескопа будет принимать гравитационные волны — рябь в пространстве-времени, порождённую сталкивающимися нейтронными звёздами и чёрными дырами.

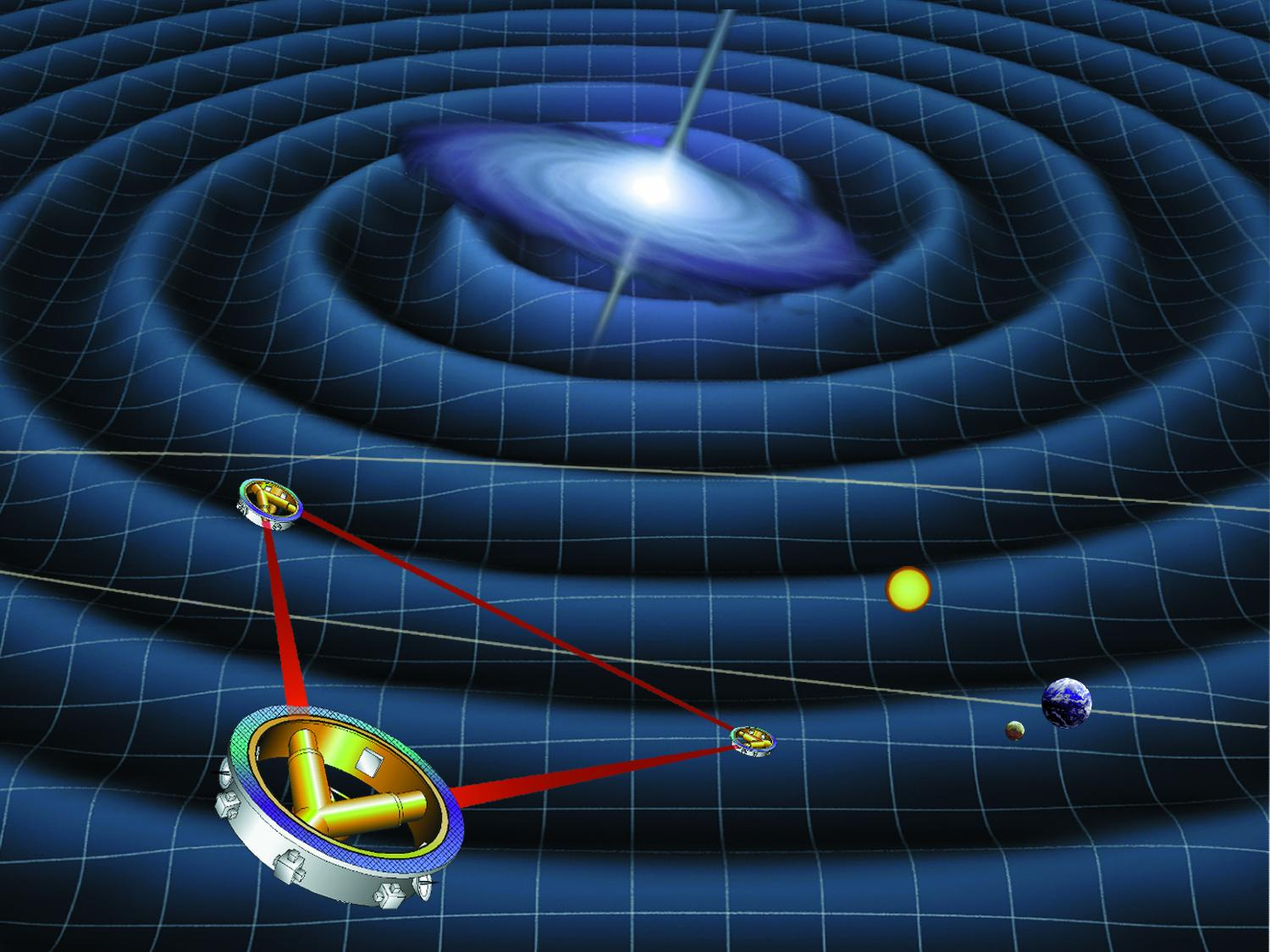
Изображение художника Laser Interferometer Space Antenna

| Имя                                                   | Космическое агентство | Дата запуска   | Окончание работы | Параметры орбиты            | Источники |
| ----------------------------------------------------- | --------------------- | -------------- | ---------------- | --------------------------- | --------- |
| Laser Interferometer Space Antenna pathfinder (LISAp) | ESA, NASA             | 3 декабря 2015 | 30 июня 2017     | Sun-Earth L1Точка лангранжа |           |
| evolved Laser Interferometer Space Antenna (eLISA)    | ESA, NASA             | 2034           | —                | Солнечная орбита (1 AU;)    | [ 181 ]   |